# امامزاده ماهیک
امامزاده ماهیک مربوط به دوره صفوی است و در ندوشن، داخل شهر واقع شده و این اثر در تاریخ ۹ اردیبهشت ۱۳۸۲ با شمارهٔ ثبت ۸۵۵۶ به‌عنوان یکی از آثار ملی ایران به ثبت رسیده است.